# چانگ جو-یانگ
چانگ جو-یانگ (هانگول:정주영، هانجا:鄭周永) (زاده ۲۵ نوامبر ۱۹۱۵ - درگذشته ۲۱ مارس ۲۰۰۱) بازرگان، صنعت‌گر و کارآفرین کره‌ای بود، که در سال ۱۹۴۷ گروه شرکت‌های هیوندای را تأسیس کرد. وی به‌عنوان یکی از بزرگترین کارآفرینان در کشور کره جنوبی شناخته می‌شود، که در دوره حیاتش شرکت هیوندای را از یک شرکت ساختمانی، به بزرگترین قطب صنعتی کره تبدیل نمود.
چانگ ابتدا در سال ۱۹۴۷ شرکت مهندسی و ساخت‌وساز هیوندای را تأسیس کرد، سپس در سال ۱۹۵۳ هیوندای استیل، در ۱۹۶۷ هیوندای موتور، در ۱۹۷۲ صنایع سنگین هیوندای، در ۱۹۷۵ هیوندای مایپو داکیارد و هیوندای هیسکو، در ۱۹۷۶ هیوندای کورپوریشن و هیوندای مرچنت مارین، در ۱۹۷۷ هیوندای موبیس و شرکت توسعه هیوندای، در ۱۹۸۲ شرکت هیوندای مرچنت مارین، در ۱۹۸۳ هیوندایی الکترونیکس ، در ۱۹۸۸ هیوندای لجستیک، در ۱۹۹۳ هیوندای اویل‌بانک و در ۱۹۹۸ صنایع سنگین هیوندای سامهو را راه‌اندازی کرد. شرکت هیوندای هم‌اکنون بزرگترین شرکت کره جنوبی به‌شمار می‌آید.